# Canton de Saint-Cloud
Pour les articles homonymes, voir Saint-Cloud (homonymie).
Le canton de Saint-Cloud est une circonscription électorale française située dans le département des Hauts-de-Seine, en région Île-de-France.
À la suite du redécoupage de 2014, les limites territoriales du canton sont remaniées. Le nombre de communes du canton passe de 1 à 5.

## Histoire

### Département deSeine-et-Oise
Le Canton de Saint-Cloud, dans l'arrondissement de Versailles du département de Seine-et-Oise, constitué des communes de Garches, Saint-Cloud et Vaucresson, est créé par démembrement du canton de Sèvres par le décret du 28 janvier 1964.

### Département desHauts-de-Seine
Dans le cadre de la mise en place du département des Hauts-de-Seine, le canton est recréé par le décret du 20 juillet 1967, mais ne contient plus que la commune de Saint-Cloud.
Un nouveau découpage territorial des Hauts-de-Seine entre en vigueur à l'occasion des premières élections départementales suivant le décret du 26 février 2014. Les conseillers départementaux sont, à compter de ces élections, élus au scrutin majoritaire binominal mixte. Les électeurs de chaque canton élisent au Conseil départemental, nouvelle appellation du Conseil général, deux membres de sexe différent, qui se présentent en binôme de candidats. Les conseillers départementaux sont élus pour 6 ans au scrutin binominal majoritaire à deux tours, l'accès au second tour nécessitant 12,5 % des inscrits au 1er tour. En outre la totalité des conseillers départementaux est renouvelée. Ce nouveau mode de scrutin nécessite un redécoupage des cantons dont le nombre est divisé par deux avec arrondi à l'unité impaire supérieure si ce nombre n'est pas entier impair, assorti de conditions de seuils minimaux. Dans les Hauts-de-Seine, le nombre de cantons passe ainsi de 45 à 23.
Dans ce cadre, le canton est maintenu, et contient désormais les communes de Garches, Marnes-la-Coquette, Saint-Cloud, Vaucresson, Ville-d'Avray.

## Représentation

### Représentation avant 2015

#### Seine-et-Oise
| Période | Période | Identité                     | Étiquette     | Qualité                            |
| ------- | ------- | ---------------------------- | ------------- | ---------------------------------- |
| 1964    | 1967    | Francis Chaveton (1904-1975) | Modéré ex-MRP | Maire de Saint-Cloud (1945 → 1971) |

#### Hauts-de-Seine
| Période  | Période          | Identité                             | Étiquette   | Qualité |
| -------- | ---------------- | ------------------------------------ | ----------- | --- |
| 1967     | 1973             | Francis Chaveton                     | CD          | Maire de Saint-Cloud (1945 → 1971) |
| 1973     | 1989 (démission) | Jean-Pierre Fourcade                 | RI puis UDF | Inspecteur des finances Ministre (1974 → 1977) Sénateur des Hauts-de-Seine (1977 → 2011) Maire de Saint-Cloud (1971 → 1992) Maire de Boulogne-Billancourt (1995 → 2007) Président de la CA Val de Seine (2004→ 2008) Démissionnaire en raison d'un cumul de mandats |
| mai 1989 | 2011             | Odile Fourcade (épouse du précédent) | UDF puis NC | Vice-présidente du Conseil général |
| 2011     | 2015             | Éric Berdoati                        | UMP         | Escrimeur, chef d'entreprise Député (en remplacement de Patrick Ollier) (2010 → 2012) Maire de Saint-Cloud (2005 → ) Vice-président du Conseil général Président du groupe UMP-UDI au Conseil général                                                               |

### Représentation depuis 2015
| Période élective | Période élective | Mandat | Mandat   | Identité       | Nuance | Nuance | Qualité |
| ---------------- | ---------------- | ------ | -------- | -------------- | ------ | ------ | --- |
| 2015             | 2021             | 2015   | 2021     | Jeanne Bécart  |        | LR     | Retraitée Adjointe au maire de Garches (2001-2019) Maire de Garches depuis avril 2019                                                          |
| 2015             | 2021             | 2015   | 2021     | Éric Berdoati, |        | DVD    | Escrimeur, chef d'entreprise Député (2010 → 2012) Maire de Saint-Cloud (2005 → ) Président du Groupe de la Majorité Départementale (2015-2021) |
| 2021             | 2028             | 2021   | en cours | Jeanne Bécart  |        | LR     | Conseillère sortante, 8ème Vice-Présidente du conseil départemental (Culture)                                                                  |
| 2021             | 2028             | 2021   | en cours | Éric Berdoati  |        | DVD    | Conseiller sortant, 7ème Vice-Président du conseil départemental (Transports)                                                                  |

### Résultats détaillés

#### Élections de mars 2015
Lors des élections départementales de 2015, trois binômes étaient en lice : 
- Tatiana Barriac (FN) et Guillaume L’Huillier (FN) ;
- Jeanne Bécart (UMP) et Eric Berdoatti (UMP) ;
- Xavier Brunschvicg (PS) et Isabelle Le Madec (SE)[14]

Lors des élections départementales de 2015, le binôme composé d' Eric Berdoati et Jeanne Becart (UMP) sont élus avec 63 % des suffrages exprimés) est élu au premier tour avec 62,94 % des suffrages exprimés, devant le binôme composé de  Xavier Brunschvicg et Isabelle Le Madec (PS) (21,87 %). Le taux de participation est de 47,30 % (22 530 votants sur 47 631 inscrits) contre 46,11 % au niveau départemental et 50,17 % au niveau national.
Eric Berdoati a quitté LR.

#### Élections de juin 2021
Le premier tour des élections départementales de 2021 est marqué par un très faible taux de participation (33,26 % au niveau national). Dans le canton de Saint-Cloud, ce taux de participation est de 39,45 % (18 511 votants sur 46 928 inscrits) contre 35,09 % au niveau départemental. À l'issue de ce premier tour, deux binômes sont en ballottage : Jeanne Becart et Éric Berdoati (Union à droite, 49,41 %) et Julien Boulanger et Audrey Fournier (REM, 22 %).
Le second tour des élections est marqué une nouvelle fois par une abstention massive équivalente au premier tour. Les taux de participation sont de 34,36 % au niveau national, 37,05 % dans le département et 41,06 % dans le canton de Saint-Cloud. Jeanne Becart et Éric Berdoati (Union à droite) sont élus avec 66,58 % des suffrages exprimés (11 671 voix pour 19 276 votants et 46 947 inscrits),,.

## Composition

### Composition de 1964 à 1967
Le canton était constitué des communes de Garches, Saint-Cloud et Vaucresson.

### Composition de 1967 à 2015
Le canton de Saint-Cloud recouvrait la seule commune de Saint-Cloud.
| Nom                     | Code Insee | Codepostal | Superficie (km2) | Population (dernière pop. légale) | Densité (hab./km2) |
| ----------------------- | ---------- | ---------- | ---------------- | --------------------------------- | ------------------ |
| Saint-Cloud (chef-lieu) | 92064      | 92210      | 7,56             | 29 436 (2012)                     | 3 894              |

### Composition depuis 2015
Le canton regroupe désormais cinq communes entières.
| Nom                                 | Code Insee | Intercommunalité         | Superficie (km2) | Population (dernière pop. légale) | Densité (hab./km2) | Modifier                                    |
| ----------------------------------- | ---------- | ------------------------ | ---------------- | --------------------------------- | ------------------ | ------------------------------------------- |
| Saint-Cloud (bureau centralisateur) | 92064      | Métropole du Grand Paris | 7,56             | 29 859 (2022)                     | 3 950              | modifier les données · modifier les données |
| Garches                             | 92033      | Métropole du Grand Paris | 2,69             | 17 705 (2022)                     | 6 582              | modifier les données · modifier les données |
| Marnes-la-Coquette                  | 92047      | Métropole du Grand Paris | 3,48             | 1 758 (2022)                      | 505                | modifier les données · modifier les données |
| Vaucresson                          | 92076      | Métropole du Grand Paris | 3,08             | 8 506 (2022)                      | 2 762              | modifier les données · modifier les données |
| Ville-d'Avray                       | 92077      | Métropole du Grand Paris | 3,67             | 10 871 (2022)                     | 2 962              | modifier les données · modifier les données |
| Canton de Saint-Cloud               | 9223       |                          | 20,48            | 68 699 (2022)                     | 3 354              | modifier les données                        |

## Démographie

### Démographie avant 2015
| 1968   | 1975   | 1982   | 1990   | 1999   | 2006   | 2011   | 2012   |
| ------ | ------ | ------ | ------ | ------ | ------ | ------ | ------ |
| 28 158 | 28 139 | 28 561 | 28 597 | 28 157 | 29 385 | 29 194 | 29 436 |

### Démographie depuis 2015
En 2022, le canton comptait 68 699 habitants, en évolution de −1,59 % par rapport à 2016 (Hauts-de-Seine : +2,75 %, France hors Mayotte : +2,11 %).
| 2013   | 2018   | 2022   |
| ------ | ------ | ------ |
| 68 633 | 69 302 | 68 699 |